# Educația în Fiji
Educația școlară primară din Fiji este obligatorie și gratuită timp de opt ani. În 1998, rata brută de înscriere primară a fost de 110,5 la sută, iar rata netă de înscriere primară a fost de 99,4 la sută. Începând cu 2001, prezența a scăzut din cauza problemelor de securitate și a taxelor școlare, adesea din cauza costului transportului. În urma loviturii de stat din mai 2000, peste 5.000 de elevi au părăsit școala.
Educația fijiană este o combinație între multiculturalism și multirasialitate și permite îndrumarea și administrarea a numeroase organizații religioase. Ministerul Educației din Fiji face demersuri majore pentru subvenționarea taxelor de învățământ și a altor costuri aferente acesteia și, prin urmare, aducerea acestora la un nivel accesibil tuturor.
Ministerul este preocupat de toate aspectele educației și depune toate eforturile pentru a aloca în mod prudent resursele educaționale tuturor și în special zonelor rurale. Sunt formulate diverse politici de educație și evidențiază domeniile primare, cum ar fi formarea continuă, gestionarea personalului, precum și caracteristicile bugetare.
De sistemul educațional din Fiji se ocupă guvernul, dar majoritatea școlilor sunt administrate fie de consiliile locale, fie de o singură comunitate rasială. Admiterea la școlile gimnaziale se face prin înscrierea la examenele competitive și elevul trebuie să plătească o taxă nominală, restul fiind subvenționat de guvern.
La nivel terțiar, există trei universități în Fiji: Universitatea Națională din Fiji, Universitatea Pacificului de Sud și Universitatea din Fiji. Universitatea Națională Fiji este principala universitate publică și include facultățile de medicină, afaceri, agricultură, științe umane și inginerie. Este, de asemenea, locul unde se află Organizația Națională de Productivitate din Fiji și Academia Maritimă din Fiji. Universitatea Pacificului de Sud este o universitate regională a Pacificului, cu campusuri pe mai multe insule din Pacific. Campusul său principal este în Suva. Universitatea din Fiji a fost înființată de o biserică și are sediul în Occident.
Guvernul a pus în aplicare politici pentru a încerca să îmbunătățească ușurința accesului la învățământul terțiar, implementând o schemă de împrumuturi pentru studenți numită Schema de împrumuturi terțiară (TELS), destinată să ofere finanțare studenților fijieni care au promovat în învățământul superior prin instituțiile aprobate de învățământ superior dar nu au capabilitatea să se susțină financiar, sporind accesul echitabil la învățământul superior al țării, în conformitate cu viziunea guvernului fijian de a „construi un Fiji mai inteligent” .
De asemenea, guvernul a elaborat o sistem de tarifare gratuit pentru transportul studenților din școlile primare și gimnaziale pentru cei care provin din familii cu venituri combinate mai mici de 15.000 USD pentru a ușura accesul la școală și a fost extinsă celor care călătoresc cu microbuzul, bărci sau prin transportatori. Taxele școlare au fost de asemenea eliminate pentru a oferi educație școlară gratuită și pentru a îmbunătăți accesul la educație pentru toți copiii din Fiji.